# 김민호 (1990년)
김민호(1990년 1월 9일 ~ )는 대한민국의 배우이다.

## 학력
- 안양예술고등학교 연극영화과 (졸업)
- 경희대학교 연극영화학과 (졸업)

## 출연작

### 드라마 & 시트콤
- 《성장드라마 반올림 시즌 3》 (2006년, KBS2)
- 《하이킥! 짧은 다리의 역습》 (2011년, MBC)
- 《상어》 (2013년, KBS2)
- 《몬스타》 (2013년, Mnet)
- 《더 이상은 못 참아》 (2013년, JTBC)
- 《투윅스》 (2013년, MBC) - 대학교에서 장태산을 목격한 남자 역
- 《불꽃 속으로》 (2014년, TV조선) - 어린 아베 역
- 《아홉수 소년》 (2014년, tvN) - 왕기찬 역
- 《사랑하는 은동아》 (2015년, JTBC) - 고동규 역
- 《발칙하게 고고》 (2015년, KBS2) - 민효식 역
- 《마스터 - 국수의 신》 (2016년, KBS2)
- 《마음의 소리》 (2016년, KBS2) - 서부욱 역
- 《7일의 왕비》 (2017년, KBS2) - 백석희 역
- 《경이로운 소문》 (2020년, OCN) - 백준규 역
- 《오케이 광자매》 (2021년, KBS2) - 변공채 역
- 《지리산》 (2021년, tvN) - 김기창 역 (특별출연)
- 《꽃 피면 달 생각하고》(2021년, KBS2) - 김얼동 역
- 《신병》 (2022년, Seezn) - 박민석 역
- 《이두나!》 (2023년, Netflix) - 서윤택 역
- 《신병 시즌 2》 (2023년, 지니TV & ENA) - 박민석 역
- 《신병 시즌 3》 (2025년, 지니TV & ENA) - 박민석 역
- 《사마귀 : 살인자의 외출》 (2025년, SBS) - 배성규 역

### 영화
- 《카운트》 (2023년) - 복안 역
- 《육사오(6/45)》 (2022년) - 방철진 역
- 《스윙키즈》 (2018년) - 샤오팡 역
- 《장례희망》 (2015년) - 홍표 역

### 뮤지컬
- 《신흥무관학교 (뮤지컬)》 (2019년) - 이완용 역

## 수상 및 후보
| 연도 | 시상식              | 부문                     | 작품     | 결과 |
| ---- | ------------------- | ------------------------ | -------- | ---- |
| 2019 | 제55회 백상예술대상 | 영화부문 남자 신인연기상 | 스윙키즈 | 후보 |
| 2019 | 제28회 부일영화상   | 신인 남자연기상          | 스윙키즈 | 후보 |
| 2019 | 제28회 부일영화상   | 남우조연상               | 스윙키즈 | 후보 |